# Ladies Tour of Qatar
El Ladies Tour of Qatar és una cursa ciclista femenina per etapes, que es disputa anualment a Qatar. Creada al 2008, forma part del calendari de l'UCI.
L'edició del 2017 no es va disputar per problemes econòmics.

## Palmarès
| Any  | Vencedora            | Segona           | Tercera         |
| ---- | -------------------- | ---------------- | --------------- |
| 2009 | Kirsten Wild         | Giorgia Bronzini | Kirsty Broun    |
| 2010 | Kirsten Wild         | Giorgia Bronzini | Rasa Leleivytė  |
| 2011 | Ellen van Dijk       | Charlotte Becker | Iris Slappendel |
| 2012 | Judith Arndt         | Trixi Worrack    | Kirsten Wild    |
| 2013 | Kirsten Wild         | Chloe Hosking    | Ellen van Dijk  |
| 2014 | Kirsten Wild         | Amy Pieters      | Chloe Hosking   |
| 2015 | Elizabeth Armitstead | Chloe Hosking    | Ellen van Dijk  |
| 2016 | Trixi Worrack        | Romy Kasper      | Ellen van Dijk  |